# Институт международной политики по борьбе с терроризмом
Институт международной политики по борьбе с терроризмом (ивр. המכון למדיניות נגד טרור‎, англ. International Policy Institute for Counter-Terrorism, ICT) — некоммерческая организация, созданная в 1996 при Междисциплинарном центре в Герцлии, Израиль.

## Деятельность
ICT называет себя «ведущим академическим институтом по борьбе с терроризмом во всем мире, содействующим международному сотрудничеству в глобальной борьбе против терроризма, независимым аналитический центром, экспертом в таких областях как терроризм, оценка уязвимости, угроз и рисков, аналитическая разведка, обеспечение внутренней и национальной безопасности, оборонная политика».
ICT проводит учебные курсы, лекции и семинары, конференции, исследования, публикацию документов, статей и комментариев, консультации и правовая помощь.
В 2009 году институт провел 9-ю международную конференцию по борьбе с терроризмом, в которой приняло участие более 1000 участников из более чем 50 стран. С 12 по 15 сентября 2010 года была проведена 10-я такая конференция.
ICT содержит крупнейшую базу данных террористических организаций, активистов и инцидентов с 1988 года по настоящее время.
Материалы института цитируются многими официальными организациями и СМИ, его сотрудники принимают участие во многих международных конференциях и мероприятиях, посвященных борьбе с терроризмом.

## Руководство
- Шабтай Шавит[12], бывший глава Моссада — президент совета директоров ICT
- доктор Боаз Ганор[англ.][13] — исполнительный директор ICT
- профессор Уриэль Райхман[14]
- полковник в отставке Лиор Лотан[15]
- доктор, полковник в отставке Эйтан Азани[16]

## Финансирование
ICT опирается исключительно на частные пожертвования и доходы от своих мероприятий, проектов и программ.